# 妙立寺 (姫路市)
妙立寺（みょうりゅうじ）は、兵庫県姫路市五軒邸二丁目にある顕本法華宗妙満寺派の寺院。山号は慶運山。

## 歴史
慶長9年（1604年）、日円の開基により遠江国吉美郷より招かれ、現在地に移転したという。以来、周辺は寺町で正明寺、本領寺、妙善寺、妙国寺、法華寺、円光寺、大法寺などの寺院が立ち並ぶ。昭和20年（1945年）7月4日の姫路大空襲でほとんどを焼失したが、山門は焼失を免れ、格式ある構えで知られる。

## 境内
- 本堂　姫路大空襲で焼失後再建されたもの。
- 庫裡　姫路大空襲で焼失後再建されたもの。
- 山門
  - 古い一石五輪塔（高さおよそ95センチメートル）が残る。

## 歴代
- 日円（開基）

## 関連資料
- 姫路市編『姫路市地域夢プラン大全集 夢つづく未来への路みちガイド』姫路市（2013年、198頁）